# Sanderumgård
Sanderumgård er en gammel hovedgård, der nævnes første gang i 1468. Gården ligger i Davinde Sogn i Åsum Herred i Odense Kommune. Hovedbygningen er opført i 1870-1872 ved arkitekt Hans J. Holm, og parken er på 15 hektar.
Sanderumgård Gods er på 919 ha landbrug, og med skovbrug er arealet 1100 hektar. Heraf ejes også dele af jorde der tidligere tilhørte Vejrupgård.

## Ejere af Sanderumgård
foged Tue Skytte
- (1468-1490) Kjeld Pedersen
- (1490-1580) Kronen
- (1580) Hans Skovgaard
- (1580-1581) Anders Skovgaard
- (1581-1583) Karen Skovgaard / Margrethe Skovgaard
- (1583-1615) Margrethe Skovgaard
- (1615-1642) Slægten Skovgaard
- (1642-1646) Hans Johansen Lindenov
- (1646-1661) Sivert Knudsen Urne
- (1661-1664) Slægten Urne
- (1664-1680) Hans Sivertsen Urne / Jørgen Sivertsen Urne
- (1680-1688) Hans Sivertsen Urne / Knud Sivertsen Urne
- (1688) Hans Sivertsen Urne
- (1688-1705) Slægten Urne / Knud Sivertsen Urne
- (1705-1708) Erik Skeel / Hans Due
- (1708-1734) Hans Brockenhuus von Løwenhielm
- (1734-1740) Slægten von Løwenhielm
- (1740-1783) Mathias Leth
- (1783-1792) Cathrine Hedevig Brockenhuus von Løwenhielm gift Leth
- (1792-1793) Slægten Leth
- (1793-1828) Johan von Bülow
- (1828-1869) Christian Andreas Vind
- (1869-1872) Anna Sophie Elisabeth Hoppe gift Vind
- (1872-1913) Sophus Holger Gustav Vind
- (1913-1950) Ove Holger Christian Vind
- (1950-1974) Ivar Emil Vind
- (1974-) Erik Ove Carl John Emil Vind[4]
- (2021-) Georg Vind

## Johan Bülows romantiske haveanlæg
Johan Bülow havde, kort inden han 1793 faldt i unåde ved hoffet og blev afskediget, købt Sanderumgaard hvor han på et 40 tønder land vandrigt areal påbegyndte anlæggelsen af det, der med tiden skulle blive et fint dansk eksempel på et romantisk haveanlæg. Da det er et veldokumenteret anlæg, har man med støtte fra blandt andet kulturarvsstyrelsen kunnet gennemføre en restaurering, der kulminerede med dronningens tilstedeværelse ved den nye indvielse i maj 2010.
Bülow havde som kronprins Frederiks rådgiver på Frederiksberg Have og Marienlyst Slot med slotsgartner Johan Ludvig Mansa fået kendskab til de nye ideer fra England for udformningen af haveanlæg. Han var bekendt med værker af Rousseau, Voltaire, C.C.L. Hirschfelds Theorie der Gardenkunst (1779-1785) og Horace Walpoles Essay on modern gardening (1771). Bülow var ganske vist amatør som haveanlægger, men alligevel godt funderet til det store projekt der varede til hans død i 1828. Han noterede omkring 1810 i sin dagbog:
| „ | I den Tid jeg har beboet dette Sted, har jeg gjort alt, der stod i min Magt for at gjøre Godsets Bønder lykkelige. Hele Godset har jeg på min Bekostning udskiftet, Gaarde og Huse har jeg udflyttet og opbygget - Skovene har jeg fredet, mange 1000 Træer plantet og opelsket i samme, mange 100 Favne Steengjærde og flere 1000 Favne Jordvolde sat og beplantet, nye Veje anlagt o.s.v." | “ |
|   | — Citeret fra Scavenius, s. 276 |   |

### Baggrund
Før Bülow gik i gang med at anlægge sin have, havde der i Danmark allerede været adskillige omlægniger fra barokhaver efter fransk mønster til engelskinspirerede landskabelige haver.
Elling taler om en overgangsfase i 1760'erne hvor barokhaven blev blødt op, "... at en ny Opfattelse af Havens Væsen saa smaat begynder at faa Udtryk". I 1780'erne begyndte omlægningerne for alvor, støttet af udgivelsen af Hirschfelds Theorie der Gardenkunst - der blev "en Bibelbog for alle Dyrkere af den frie Havekunst" - med Dronninggaard 1781-86, Søndermarken 1785-88, fra 1790'erne Liselund og Marienborg på Møn og fra omkring 1794 Bülows Sanderumgaard på Fyn.
Der havde i England i begyndelsen af 1700-tallet udviklet sig en sammenhæng mellem deisme, frimureri og udformningen af de landskabelige haveanlæg, ikke mindst hvad angik de elementer af forskellig art de blev udstyret med i form af antikke bygværker som templer, søjler, obelisker og andre haveelementer. I en senere fase kom også kinesiske lysthuse og pavilloner, norske og schweiziske hytter, eremitboliger, runesten, urner og andet, (se garden follies). Mange af disse elementer indgik også i Bülows have.
Man har betragtet Bülows have som et af kun tre eksempler i Danmark og Slesvig-Holsten på en frimurerhave. De to andre er Carl af Hessens Louisenlund i Slesvig og Mindelunden ved Jægerspris Slot som Wiedewelt havde været involveret i. Han havde set engelsk havekunst på en rejse 1768-69 og var frimurer. Tilknytningen til den frimureriske symbolverden udtrykkes ikke lige tydeligt i de tre haver. I Louisenlund er det meget tydeligt, man skulle kunne holde logesammenkomster. Westengaard karakteriserer haven som nærmest anmassende i sit udtryk. Haven ved Jægerspris er så afdæmpet, at den stiller krav til viden om den særlige symbolverden.
Bülow giver en mere personlig tolkning i sin have ved Sanderumgaard; man får et glimt af symbolerne, så tankerne sættes i gang. Dog bliver symbolikken tydelig ved eremithytten "Tankefuld" med dens memento mori: Et kranium på en hylde og et skilt over indgangsdøren: "Døden er vis! Dødens Time er uvis!",

### En havevandring med Christian Molbech
Christian Molbech besøgte Bülow på Sanderumgaard i juni 1813 og nedfældede sine indtryk for datoen Den 7de Iunius i bogen Fragmenter af en Dagbog skreven paa en Reise i Danmark 1813, udgivet 1815.
Molbechs indledning om kunstige lysthaver
Molbech indleder sin skildring med at beskrive to hovedformål "to fortræffelige Øiemed" man kan have ved anlæggelse af kunstige lysthaver:
"Det første, Prydelsen af en Forgrund til en anseelig Bygning, forenet med den Behagelighed, at kunne i Løvhvælvingers og Bueganges Skygger, ved Svalingen af Vandspring, i Løvhytters fortrolige Eensomhed, eller vandrende i tørre, ziirlige Gange, mellem tætte, klippede Hækker, ligesom i store Stuer uden Loft, nyde de skiønne Aarstider og den frie Luft - dette har især været den ældre Havekonsts Formaal. ..." (s. 69)
Molbech har meget godt at sige om disse ældre anlæg, "... men det er ikke min Hensigt, her at skrive deres Forsvar; skiøndt jeg ikke negter, det stundom fortryder mig, naar man ubilligen nedsætter og foragter dem, uden anden Grund end den, at de ere gammeldags."
Sanderumgaard falder i den anden kategori, de naturefterlignende anlæg.
"... Det andet Hovedformaal, som man i nyere Havekonst næsten udelukkende har foresat sig, er Forskiønnelsen af en Jordplet ved den frie Naturs Efterligning." (s. 71)
Han roser stedets ejer for at have været i stand til at forvandle det sted, han ankom til netop tyve år før Molbechs besøg. :"... et Sted, hvis Beskaffenhed syntes at modsætte sig al Forædling og Forskiønnelse." (s. 66) For lysthaver i denne kategori er formålet:
"... at forskiønne, ikke den skiønne Natur selv, men en Jordplet, der af Naturen mangler Skiønhed og Behagelighed; og at den ofte kan giøre dette paa en langt kortere Tid, end den gamle Havekonst, der, ligesom Middelalderens Bygmestere, kan behøve et halvt eller heelt Aarhundrede, for at frembringe noget ret Stort og Ophøiet. Hvor det saaledes lykkes den forskiønnende Konst, at omdanne en nøgen, ufrugtbar Mark, en Gruusbanke, en Ellesump, eller lignende Steder, til et venligt, med livelig Vegetation smykket Haveanlæg." (s. 72)
Hvis man derfor kender forudsætningerne for Sanderumgaards have "...vil [Ingen] giennemvandre den uden Fornøielse, Ingen forlade den utilfredsstillet, der blot ikke kommer til den med andre Fordringer, end saadanne, som Stedets Natur og Beliggenhed tillod Konsten at opfylde. ..." (s. 68)
Vandringen
Inden Molbech begav sig ud på den lille vandring, skildrede han udsigten fra det værelse han boede på under opholdet.
Molbechs beskrivelse fra opholdet juni 1813:
"... Førend vi forlade Huset maa jeg gjøre Dem opmærksom paa Udsigten her fra mit Værelse, som er en af de videste og skiønneste i denne Have. En fri, aaben, lys Forgrund afskæres ved et bredt Vand, hvori en lille Holm med en tæt Gruppe af Træer hæver sig. I den ene Ende af Holmen staaer en hvid Urne paa en Græshøi. Paa hiin Side af Vandet møder en grøn Eng, som Skoven omringer, og over Skoven hæve sig de fierne Marker. Høie Træer slutte paa begge Sider af Huset dette nydelige, i høi Grad indtagende Landskab, som især i disse deilige stille, maaneklare Aftener ganske har fortryllet mig. ..." (s. 77)
Syv år tidligere besøgte to unge malere også Sanderumgaard og tegnede udsigten fra deres gæsteværelse. Oluf Bagge med en tegning i Bülows "kunstbog" For Kunstnere og Kunstelskere; Eckersberg med en lille tegning, nu på Fuglsang Kunstmuseum.

- Udsigt fra Sanderumgaards gæsteværelser og området foran hovedbygningen
- Oluf Bagges udsigt, 1806. Tegning i Bülows "kunstbog" For Kunstnere og Kunstelskere[18]
- Udsigten tegnet af Eckersberg, 1806. Nu på Fuglsang Kunstmuseum
- Hovedbygningen set fra havesiden. - Tegningen regnes nu som Eckersbergs forstudie til maleriet med samme motiv.[19]
(Se motivet som maleri herunder)

- Området foran hovedbygningen - Tre malerier af Eckersberg fra 1806. På alle tre ses datteren Julies urne
- Parti foran hovedbygningen. Bülow med spade og hunden Hercules på morgenvandring i haven. I højre side ses en urne til minde om datteren Julie, der døde som syvårig.
Maleri af C.W. Eckersberg, 1806[20]
- Haven set fra hovedbygningen. Maleri af Eckersberg, 1806
- Hovedbygningen set fra havesiden. Maleri af Eckersberg, 1806

Den gamle elm og hytten Sommerlyst
Molbech trådte ud i haven fra hovedbygningens sydside, drejede mod venstre, mod øst, og dernæst mod nord og mødte dér "Havens Oldefader" [...] en ærværdig Alm" (elm): "Glade hilse vi dette stolte Træ, og ønske, i det vi forlade dets Skygger, at ingen Omskiftning i Haven maa bortrydde dens ærværdigste Prydelse". På gården forsøger man stadig at bevare denne 'oldefader'.
"Dette Træ udgiør ligesom Grændseskiellet imellem den gamle og nye Have. Herfra ledes vi igiennem bugtede Gange forbi en Plantning af Grantræer, afvexlende med Buske og lave Frugttræer, op paa en lille Høide, hvor et Lysthuus er anlagt i Hiørnet af Haven, lige ved den forbiløbende Vei. Dette Huus, med det passende navn Sommerlyst bygget i en simpel landlig Stiil, med et fremspringende, på runde Piller hvilende Tag paa de to Sider, der vende mod Haven, indeholder en lille Sal og to Side Cabinetter, og er saaledes beqvemt indrettet endog til Sommerophold for en Familie." (s. 78ff)
Om hytten Sommerlyst skriver Elling, at den sammen med Liselund "... er Hovedrepræsentanterne for denne Genre i Lysthusarkitektur, mønstergyldige Løsninger af den sammensatte Opgave." Det drejer sig om hvilke forbilleder man havde for de hytter der blev opført rundt om i haveanlæggene.
"Dog er det ikke saa meget det danske Bondehus som den engelske Cottage, der spiller ind. I England lærer vi, at den antikke Søjlerække let kan omtydes til en exotisk Bungalows Verandastøtter og dog føle sig hjemme under et tungt nordisk Straatag. Den blandede Lysthustype, der saaledes opstaar, er i Virkeligheden den sentimentale Haves mest originale, en baade særpræget og værdifuld Nydannelse - og saare karakteristisk for sin Periode: et rent landligt Hus, i hvilket baade Længslen mod Hellas, Drømmen om det romantiske Planterliv hinsides Havene og stundom også Tidens militære Kultur har kunnet faa Udtryk ..."
Sommerlyst havde en lille sal og to kabinetter. Molbech så dér kobberstik og malerier; han nævner Juel, Gebauer, Fru Lütken og Gielstrup.
Sommerlyst er en af de hytter der stadig findes - i restaureret form.,
- Sommerlyst - en hytte i tillempet engelsk cottagestil
- Hytten Sommerlyst ses i baggrunden - J.F. Clemens, 1798
- Sommerlyst. Maleri af Eckersberg, 1806
- Sommerlyst. Koloreret kobberstik af J.F. Clemens efter tegning af J.H. Hanck, ca. 1822-23

## Galleri
- Bülow med spade og hunden Hercules på morgenvandring i haven. I højre side ses en urne til minde om datteren Julie, der døde som seksårig
Maleri af C.W. Eckersberg, 1806[27]
- Kildehytten med udhængsskilt.
Radering af Clemens efter tegning af Hanck, 1822[28]
- "Her faaer man kun Vand", udhængsskiltet ved Kildehytten.
 Ukendt kunstner
- Løvhytte bevokset med kaprifolier - Maleri af C.W. Eckersberg, o. 1806
- Den norske Hytte. Formodentlig den første af de mange hytter i haven fra o. 1795
 Radering af Clemens efter tegning af Hanck, 1822[28]
- Eremithytten Tankefuld. Den har et kranium på en hylde og et skilt over indgangsdøren: "Døden er vis! Dødens Time er uvis!".
 Radering af Clemens efter tegning af Hanck, 1822[28]
- Sanderumgaard med dens Hauger og Lyst Anlæg opmaalt og tegnet 1808
Af landinspektør Peder Larsen Birk
 Haven var netop blevet udvidet med et stort areal mod syd, som er det bare område i venstre side opad på kortet. Hovedbygningen ses nederst. - Man ser de slyngede kanaler og stier; rundt om i haven var placeret forskellige haveelementer, og Bülow fik nogle af tidens kunstnere til at udføre prospekter af dem og haven i øvrigt, bl.a. Eckersberg og Clemens
- Kort over haveanlægget (Open Street Map). Her er nord opad, modsat Birks kort fra 1808, der har syd opad.
Et mere detaljeret, men næppe frit kort kan ses her Arkiveret 4. marts 2016 hos  Wayback Machine
- Sanderumgaards Have. Digtninge af M. Winther, 1824, forside. Bogen indeholder en suite af prospekter af J.F. Clemens efter forlæg af Hanck, udført 1822-23[28]